# Kněževes (Rakovníki járás)
Kněževes település Csehországban, Rakovníki járásban. Kněževes Chrášťany, Svojetín, Senomaty, Kolešovice, Hořesedly, Přílepy és Olešná településekkel határos. Lakosainak száma 1018 fő (2024. január 1.).

## Népesség
A település lakosságának változását az alábbi diagram mutatja:
| Lakosok száma | 1168 | 1528 | 1784 | 1136 | 1026 | 932  | 1017 | 1039 | 1012 | 1018 |
|               | 1869 | 1890 | 1921 | 1950 | 1980 | 2001 | 2017 | 2019 | 2022 | 2024 |